# Біпериден
Біпериден (лат. Biperidenum, англ. Biperiden) — синтетичний препарат, який належить до групи н-холінолітиків і м-холінолітиків, який застосовується для лікування паркінсонізму, а також для лікування неврологічних та вегетативних порушень, спричинених застосуванням нейролептиків або інших антипсихотичних препаратів. Біпериден застосовується як перорально, так і внутрішньовенно або внутрішньом'язово. Біпериден уперше синтезований у лабораторії німецької компанії «Knoll», та запатенований у Німеччині в 1953 році.

## Фармакологічні властивості
Біпериден — синтетичний препарат, що належить до групи н-холінолітиків і м-холінолітиків, який застосовується для лікування паркінсонізму та для лікування неврологічних та вегетативних порушень, спричинених застосуванням нейролептиків або інших антипсихотичних препаратів. Механізм дії препарату полягає в інгібуванні стріарних холінергічних нейронів, що призводить до гальмування холінергічної іннервації, переважно в парасимпатичній нервовій системі, та переважання адренергічних нейронів, яка стає більш помітною на фоні зниження активності дофамінергічних нервових шляхів. Біпериден має високу спорідненість до кількох видів м-холінорецепторів, включно з М1, М2, М3, М4 та М5-рецепторами. Препарат має м'яку периферичну м-холінолітичну дію, а також має гангліоблокуючі властивості. Біпериден знімає тремор, спричинений холіноміметиками центральної дії, а також ригідність м'язів, каталепсію, слинотечу та брадикінезію, спричинених застосуванням антипсихотичних препаратів. Препарат застосовується для лікування паркінсонізму та інших екстрапірамідних захворювань, а також для лікування порушень, спричинених застосуванням нейролептиків або інших антипсихотичних препаратів, та отруєнь нікотином або фосфороорганічними сполуками. При застосуванні біперидену спостерігається дещо менша кількість побічних ефектів, ніж при застосуванні інших препаратів, що застосовуються для лікування екстрапірамідних порушень, спричинених застосуванням нейролептиків (зокрема тригексифенідилу).

### Фармакокінетика
Біпериден добре всмоктується при пероральному застосуванні, проте біодоступність препарату становить у середньому лише 33 % у зв'язку із ефектом першого проходження через печінку. Максимальна концентрація біперидену в крові досягається протягом 0,5—2 годин. Препарат добре (на 91—94 %) зв'язується з білками плазми крові. Біпериден проникає через гематоенцефалічний бар'єр, через плацентарний бар'єр та виділяється в грудне молоко. Метаболізується препарат у печінці з утворення неактивних метаболітів. Виводиться препарат із організму як із сечею, так і з калом у вигляді метаболітів. Період напіввиведення препарату двофазний, та становить у першій фазі 1,5 години, у кінцевій фазі 24 години. У осіб похилого віку час напіввиведення препарату збільшується.

## Покази до застосування
Біпериден застосовується для лікування паркінсонізму та інших екстрапірамідних захворювань, а також для лікування порушень, спричинених застосуванням нейролептиків або інших антипсихотичних препаратів, та отруєнь нікотином або фосфороорганічними сполуками.

## Побічна дія
При застосуванні біперидену спостерігається дещо менша кількість побічних ефектів, ніж при застосуванні інших препаратів із схожим механізмом дії. Найчастішими побічними ефектами препарату є:
- Алергічні реакції та з боку шкірних покривів — шкірний висип, свербіж шкіри, алергічний дерматит, гіпергідроз.
- З боку травної системи — паротит, біль у животі, запор, нудота, блювання, дисфагія, сухість у роті.
- З боку нервової системи — ейфорія, неспокій, збудження, сплутаність свідомості, порушення пам'яті, безсоння, галюцинації, марення, глаукома, мідріаз, порушення зору, головний біль, порушення акомодації, атаксія та інші рухові порушення, запаморочення, підвищення внутрішньоочного тиску, фотофобія.
- Інші побічні ефекти — тахікардія або брадикардія, м'язові спазми, затримка сечопуску, дизурія.

## Протипокази
Біпериден протипоказаний при підвищеній чутливості до препарату, закритокутовій глаукомі, затримці сечопуску, аденомі простати, стенозуючих захворюваннях товстої кишки, механічній кишковій непрохідності, мегаколоні. Препарат не рекомендований до застосування при вагітності та годуванні грудьми.

## Форми випуску
Біпериден випускається у вигляді таблеток по 0,002 г; та ампул по 1 мл 5 % розчину.